# Richard Rodgers
Richard Charles Rodgers (Nueva York, 28 de junio de 1902 - Nueva York, 30 de diciembre de 1979) fue un compositor estadounidense considerado uno de los más importantes entre los compositores de musicales de Broadway de la época junto a Irving Berlin, George Gershwin, Cole Porter o Jule Styne. Compuso canciones clásicas como Blue Moon (1934) así como numerosos musicales como The Sound of Music (Sonrisas y lágrimas).
Estudió en la Universidad Columbia, en donde conoció a su próximo compañero Lorenz Hart y después estudió composición en el Instituto de Arte Musical. Su primer éxito junto a Hart fue una revista titulada "The Garrick Gaieties" de 1925. Su comedia "On Your Toes" de 1936 con el ballet de jazz "Slaughter on Tenth Avenue", estableció formalmente la danza como un componente fijo de la comedia musical.
Rodgers y Hart trabajaron juntos en otras obras como Babes in Arms de 1937, "The Boys from Syracuse" de 1938 y Pal Joey de 1940. Después de la muerte de Hart, Rodgers colaboró con el libretista Oscar Hammerstein II, entre otras, en la obra The Sound of Music que se llevó a la gran pantalla con Julie Andrews como protagonista. Su musical Oklahoma!, ganador del premio Pulitzer en 1943, gozó de una puesta de escena sin precedentes en Broadway, con 2.248 presentaciones.
Su hija Mary Rodgers también se dedicó al mundo de la composición. 

## Biografía

### Educación y primeros años

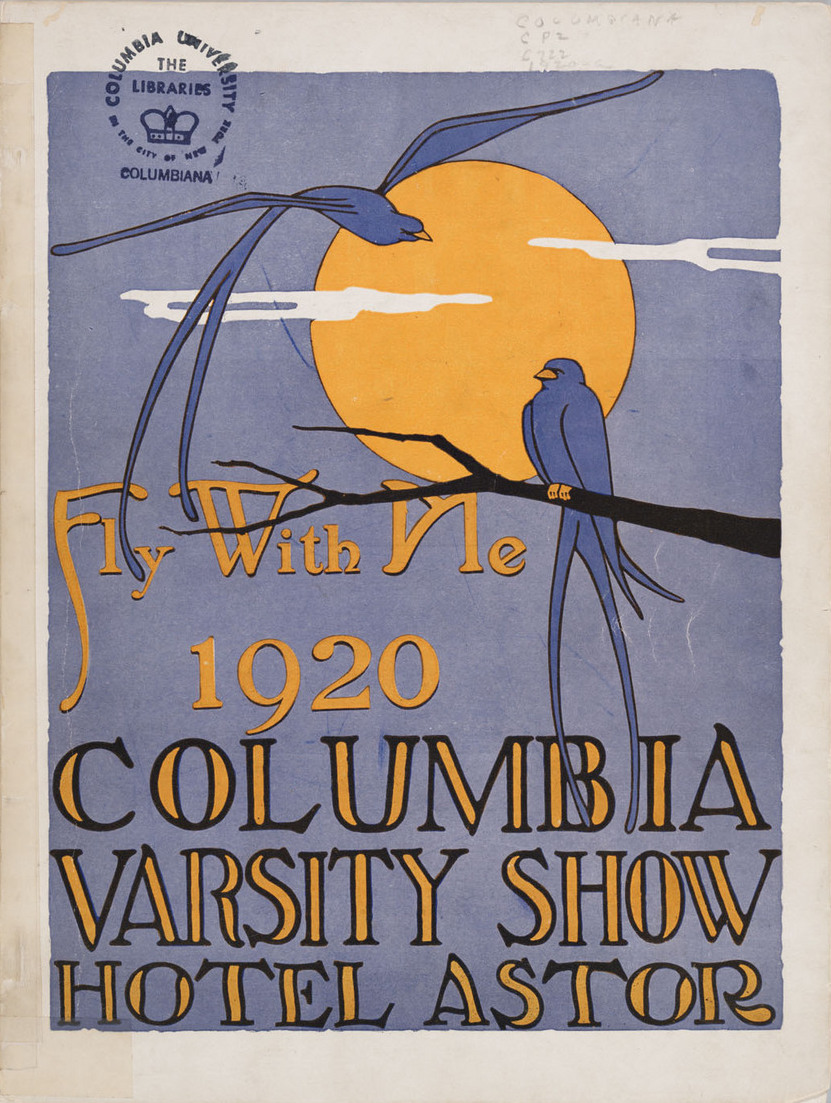
El cartel de Fly With Me, del Varsity Show de 1920 en la Universidad de Columbia. La música fue coescrita por Rodgers y Lorenz Hart, y también incluyó canciones de Oscar Hammerstein II, haciendo del programa una de las primeras colaboraciones entre los dos hombres..

Nacido en una familia judía en Queens, Nueva York, Rodgers era hijo de Mamie (Levy) y el Dr. William Abrahams Rodgers, un médico prominente que había cambiado el apellido de Rogazinsky. Rodgers comenzó a tocar el piano a los seis años. Asistió a la escuela PS 166, Townsend Harris Hall y DeWitt Clinton High School. Rodgers pasó sus primeros veranos de adolescencia en Camp Wigwam (Waterford, Maine) donde compuso algunas de sus primeras canciones.
Rodgers, Lorenz Hart y su posterior colaborador Oscar Hammerstein II asistieron a la Universidad de Columbia. En Columbia, Rodgers se unió a la fraternidad Pi Lambda Phi. En 1921, Rodgers trasladó sus estudios al Instituto de Arte Musical (ahora Juilliard School). Rodgers fue influenciado por compositores como Victor Herbert y Jerome Kern, así como por las operetas que sus padres lo llevaron a ver en Broadway cuando era un niño.

## Carrera

### Rodgers y Hart

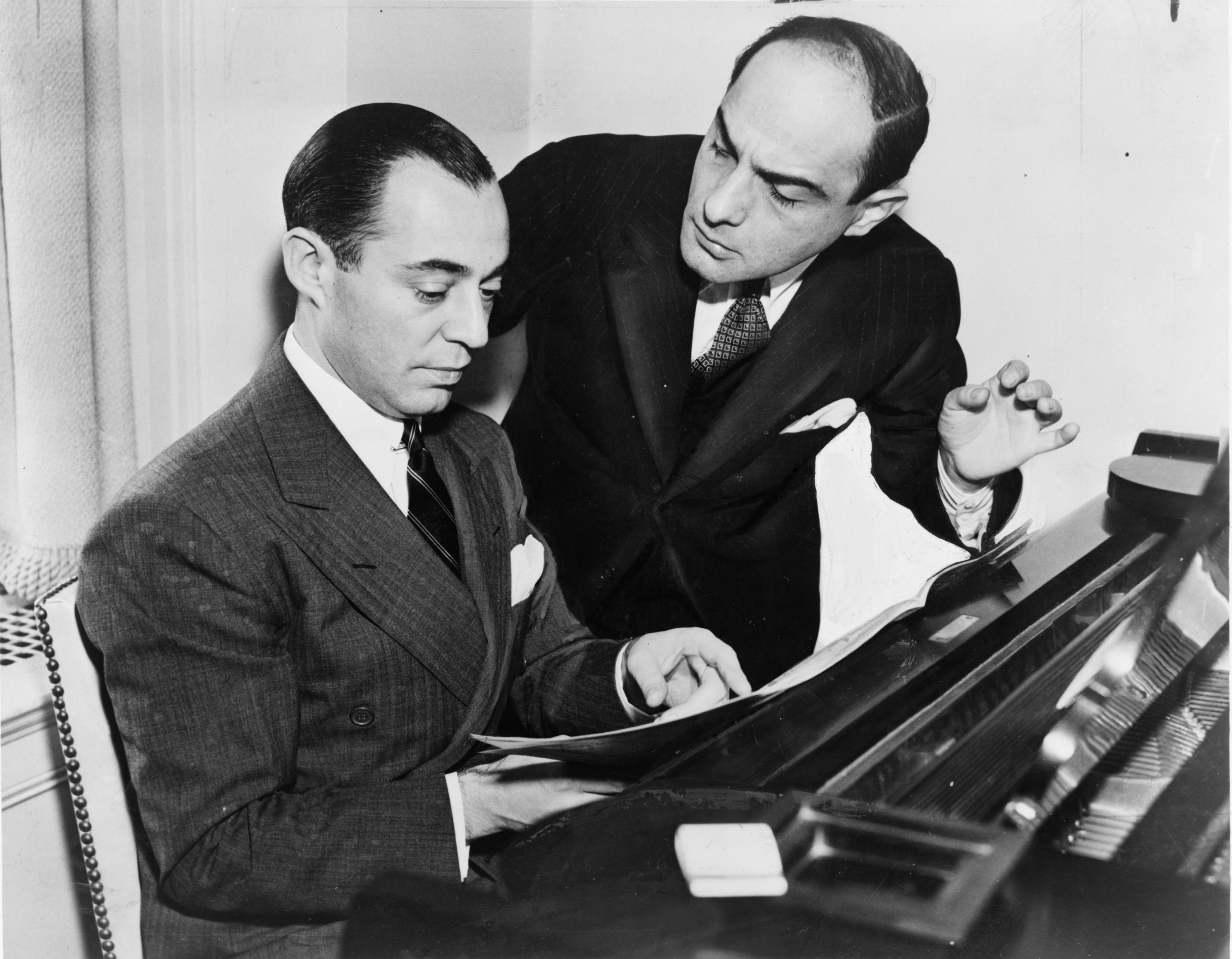
Richard Rodgers (sentado) con Lorenz Hart en 1936.

En 1919, Richard conoció a Lorenz Hart, gracias a Phillip Levitt, amigo del hermano mayor de Richard. Rodgers y Hart lucharon durante años en el campo de la comedia musical, escribiendo varios programas de aficionados. Hicieron su debut profesional con la canción "Any Old Place With You", que aparece en la comedia musical de Broadway de 1919 A Lonely Romeo. Su primera producción profesional fue Poor Little Ritz Girl de 1920 , que también tenía música de Sigmund Romberg. Su siguiente programa profesional, The Melody Man, no se estrenó hasta 1924.
Cuando acababa de salir de la universidad, Rodgers trabajó como director musical de Lew Fields. Entre las estrellas a las que acompañó estaban Nora Bayes y Fred Allen. Rodgers estaba considerando dejar el mundo del espectáculo por completo para vender ropa interior para niños, cuando él y Hart finalmente se abrieron paso en 1925. Escribieron las canciones para un espectáculo benéfico presentado por el prestigioso Theatre Guild, llamado The Garrick Gaieties, y los críticos lo encontraron fresco y delicioso. Solo tenía la intención de funcionar un día, el Gremio sabía que habían tenido éxito y permitió que se reabriera más tarde. El mayor éxito del programa, la canción que Rodgers creía que "hizo" a Rodgers y Hart, fue " Manhattan". Los dos eran ahora una fuerza compositora de Broadway.
Durante el resto de la década, el dúo escribió varios programas exitosos tanto para Broadway como para Londres, incluidos Dehest Enemy (1925), The Girl Friend (1926), Peggy-Ann (1926), A Connecticut Yankee (1927) y Present Arms. (1928). Sus programas de la década de 1920 produjeron estándares como "Here in My Arms", "Mountain Greenery", "Blue Room", "My Heart Stood Still" y "You Took Advantage of Me".
Con la Depresión en pleno apogeo durante la primera mitad de la década de 1930, el equipo buscó pastos más verdes en Hollywood. El trabajador Rodgers se arrepintió más tarde de estos años relativamente inactivos, pero él y Hart escribieron algunas canciones clásicas y bandas sonoras de películas mientras estaban en el oeste, incluida Love Me Tonight (1932) (dirigida por Rouben Mamoulian, que más tarde dirigiría Oklahoma! De Rodgers en Broadway), que introdujo tres estándares: "Amante", "Mimi" y "¿No es romántico?". Rodgers también escribió una melodía para la que Hart escribió tres letras consecutivas que fueron cortadas, no grabadas o no fueron un éxito. La cuarta letra resultó en una de sus canciones más famosas "Blue Moon". Otros trabajos cinematográficos incluyen las bandas sonoras de The Phantom President (1932), protagonizada por George M. Cohan, Hallelujah, I'm a Bum (1933), protagonizada por Al Jolson y, en un rápido regreso después de haber dejado Hollywood, Mississippi (1935), protagonizada por Bing Crosby y WC Fields.
En 1935, regresaron a Broadway y escribieron una serie casi ininterrumpida de espectáculos exitosos que terminaron poco antes de la muerte de Hart en 1943. Entre los más notables se encuentran Jumbo (1935), On Your Toes (1936, que incluyó el ballet "Slaughter on Tenth Avenue ", coreografiada por George Balanchine), Babes in Arms (1937), Me casé con un ángel (1938), The Boys from Syracuse (1938), Pal Joey (1940), y su último trabajo original, By Jupiter (1942). Rodgers también contribuyó al libro en varios de estos programas.
Muchas de las canciones de estos programas todavía se cantan y recuerdan, como "La niña más hermosa del mundo", "Mi romance", "La niña azul", " Le diré al hombre de la calle", "Hay un Pequeño hotel", "Dónde o cuándo ", "Mi divertido San Valentín", "La dama es una vagabunda", "Enamorarse del amor", "Embrujada, molesta y desconcertada" y "Espera a verla".
En 1939, Rodgers escribió el ballet Ghost Town para el Ballet Russe de Monte Carlo, con coreografía de Marc Platoff.

### Rodgers y Hammerstein

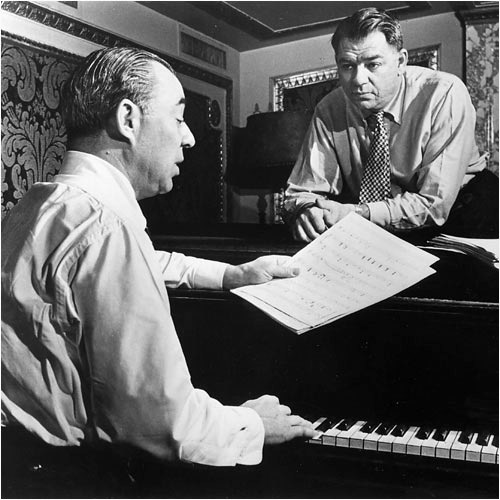
Rodgers (sentado) con Hammerstein, 1945

La asociación de Rodgers con Hart comenzó a tener problemas debido a la falta de fiabilidad del letrista y al deterioro de su salud. Rodgers comenzó a trabajar con Oscar Hammerstein II, con quien previamente había escrito canciones (antes de trabajar con Lorenz Hart). Su primer musical, el revolucionario éxito de Oklahoma! (1943), marcó el comienzo de la asociación más exitosa en la historia del teatro musical estadounidense. Su trabajo revolucionó la forma musical. Lo que una vez fue una colección de canciones, bailes y giros cómicos unidos por una trama tenue se convirtió en una pieza completamente integrada.
El equipo pasó a crear cuatro éxitos más que se encuentran entre los más populares en la historia de la música. Cada una se convirtió en una película de éxito: Carousel (1945), South Pacific (1949, ganadora del premio Pulitzer de teatro en 1950), The King and I (1951) y The Sound of Music (1959). Otros programas incluyen el éxito menor Flower Drum Song (1958), así como los fracasos relativos Allegro (1947), Me and Juliet (1953) y Pipe Dream (1955). También escribieron la partitura de la película State Fair (1945) (que fue rehecha en 1962 con Pat Boone) y un musical especial de televisión de Cenicienta (1957).
Su colaboración produjo muchas canciones conocidas, como "Oh, What a Beautiful Mornin", "People Will Say We're in Love", "Oklahoma" (que también se convirtió en la canción estatal de Oklahoma), "It's A Grand Night Por cantar", "Si te amaba", "Nunca caminarás solo", "También podría ser primavera", "Una noche encantada", "Más joven que la primavera", "Bali Hai", "Conocer Tú", "Mis cosas favoritas", "El sonido de la música", "Dieciséis pasando a diecisiete", "Escalar la montaña Ev'ry", "Do-Re-Mi" y "Edelweiss", la última canción de Hammerstein.
Gran parte del trabajo de Rodgers con Hart y Hammerstein fue orquestado por Robert Russell Bennett. Rodgers compuso doce temas, que Bennett utilizó en la preparación de la partitura de la orquesta para el documental de televisión de 26 episodios de la Segunda Guerra Mundial Victory at Sea (1952-1953). Esta producción de NBC fue pionera en el "documental recopilatorio" —programación basada en imágenes preexistentes— y finalmente se transmitió en docenas de países. La melodía de la popular canción "No Other Love" se tomó más tarde del tema Victory at Sea titulado "Beneath the Southern Cross". Rodgers ganó un Emmy por la música por el documental de ABC Winston Churchill: The Valiant Years, anotado por Eddie Sauter, Hershy Kay y Robert Emmett Dolan. Rodgers compuso el tema musical, "La marcha de los payasos", para la serie de televisión de 1963-64 The Greatest Show on Earth, que se emitió durante 30 episodios. También contribuyó con el tema principal del título de la serie de televisión de antología histórica de 1963–64 The Great Adventure.
En 1950, Rodgers y Hammerstein recibieron la Medalla de Oro de la Asociación de los Cien Años de Nueva York "en reconocimiento a las contribuciones sobresalientes a la ciudad de Nueva York". Rodgers, Hammerstein y Joshua Logan ganaron el Premio Pulitzer de Drama para el Pacífico Sur.  Rodgers y Hammerstein habían ganado un premio Pulitzer especial en 1944 para Oklahoma!.
En 1954, Rodgers dirigió la Orquesta Filarmónica de Nueva York en extractos de Victory at Sea , Slaughter on Tenth Avenue y Carousel Waltz para un LP especial publicado por Columbia Records .
Los musicales de Rodgers y Hammerstein obtuvieron un total de 37 premios Tony, 15 premios de la Academia, dos premios Pulitzer, dos premios Grammy y dos premios Emmy.

### Después de Hammerstein
Después de la muerte de Hammerstein en 1960, Rodgers escribió tanto la letra como la música para su primer nuevo proyecto de Broadway No Strings (1962, que ganó dos premios Tony). El espectáculo fue un éxito menor y contó con la canción, " The Sweetest Sounds ".
Rodgers también escribió tanto la letra como la música de dos nuevas canciones utilizadas en la versión cinematográfica de The Sound of Music . (Otras canciones de esa película eran de Rodgers y Hammerstein).
Rodgers pasó a trabajar con letristas: Stephen Sondheim ( ¿Escucho un vals? ), Que fue protegido de Hammerstein, Martin Charnin ( Dos por dos , recuerdo a mamá ) y Sheldon Harnick ( Rex ).
En su ceremonia de graduación de 1978, Barnard College otorgó a Rodgers su más alto honor, la Medalla de Distinción Barnard .
Rodgers fue un homenajeado en el primer Kennedy Center Honors en 1978.
En la ceremonia de los premios Tony de 1979, seis meses antes de su muerte, Rodgers recibió el premio en memoria de Lawrence Langner a la trayectoria distinguida en el teatro estadounidense.

### Muerte y legado
Rodgers murió en 1979, a la edad de 77 años, tras sobrevivir a un cáncer de mandíbula, un ataque al corazón y una laringectomía. Fue incinerado y sus cenizas fueron esparcidas en el mar.
En 1990, el 46th Street Theatre pasó a llamarse Richard Rodgers Theatre en su memoria. En 1999, Rodgers y Hart fueron conmemorados en sendos sellos de correos de Estados Unidos. En 2002, el año del centenario del nacimiento de Rodgers se celebró en todo el mundo con libros, retrospectivas, actuaciones, nuevas grabaciones de su música y una reposición en Broadway de "¡Oklahoma!". Los  Proms de la BBC de ese año dedicaron una noche entera a la música de Rodgers, incluyendo un concierto de ¡Oklahoma! La «Boston Pops Orchestra» publicó ese año un nuevo CD en homenaje a Rodgers, titulado My Favorite Things: A Richard Rodgers Celebration.
Alec Wilder escribió lo siguiente sobre Rodgers:

De todos los escritores cuyas canciones se consideran y examinan en este libro, las de Rodgers muestran el mayor grado de excelencia, inventiva y sofisticación constantes... Después de pasar semanas tocando sus canciones, estoy más que impresionado y respetuoso: Estoy asombrado.

Rodgers es miembro del «Salón de la Fama del Teatro Americano».
Junto con la Academia de las Artes y las Letras, Rodgers también puso en marcha y dotó un premio para que los compositores de teatro musical no establecidos realicen nuevas producciones, ya sea mediante producciones completas o lecturas escenificadas. Es el único premio para el que la Academia de las Artes y las Letras acepta solicitudes y se entrega cada año. A continuación figuran los anteriores ganadores del premio:

## Premios y distinciones
Premios Óscar
| Año  | Categoría              | Canción                      | Película   | Resultado |
| ---- | ---------------------- | ---------------------------- | ---------- | --------- |
| 1946 | Mejor canción original | «It Might As Well Be Spring» | State Fair | Ganador   |

### Vida personal
En 1930, Rodgers se casó con Dorothy Belle Feiner (1909-92). Su hija, Mary Rodgers (1931-2014), fue la compositora de Once Upon a Mattress y autora de libros infantiles. Los Rodgers perdieron posteriormente una hija al nacer. Otra hija, Linda (1935-2015), también tuvo una breve carrera como compositora.  El hijo de Mary y nieto de Richard Rodgers, Adam Guettel (nacido en 1964), también compositor de teatro musical, ganó los premios Tony a la mejor partitura y a la mejor orquestación por The Light in the Piazza en 2005. Peter Melnick (nacido en 1958), hijo de Linda Rodgers, es el compositor de Adrift Macao, que se estrenó por la Philadelphia Theatre Company en 2005 y se produjo Off-Broadway en 2007.
Rodgers era ateo. Era propenso a la depresión y al abuso del alcohol, y en alguna ocasión estuvo hospitalizado.

### En otros idiomas
Richard Rodgers en Internet Movie Database (en inglés).
«Richard Rodgers collection» (en inglés). Music Division, Library of Congress.
- Richard Rodgers: Enigma Variations, Stefan Kanfer, City Journal, otoño de 2003 (en inglés).  Archivado el 5 de febrero de 2012 en Wayback Machine.
- Centennial features on Rodgers (en inglés)
- The Richard Rodgers Collection at the Library of Congress (en inglés)
- Richard Rodgers papers, 1914–1989, held by the Billy Rose Theatre Division, New York Public Library for the Performing Arts (en inglés)
- Musicals by Rodgers and Hammerstein (en inglés)
- TimeLine of Rodgers' Life (en inglés)
- Review and analysis of Rodgers' later plays (en inglés)
- «American Masters: Richard Rodgers Biography» (en inglés). PBS. February 1999. Consultado el 28 de marzo de 2007.
- A feature on Rodgers and Hammerstein. (en inglés)
- Richard Rodgers recordings at the Discography of American Historical Recordings. (en inglés)

- Datos: Q269094
- Multimedia: Richard Rodgers / Q269094